# 달성 이양서원
이양서원(尼陽書院)은 대한민국 대구광역시 달성군 현풍면 대리에 있는 조선시대의 서원이다. 1995년 5월 12일 대구광역시의 문화재자료 제32호로 지정되었다.

## 개요
곽안방·곽지운·곽규 등의 학문과 덕행을 추모하기 위해 세운 서원으로 곽안방은 조선 세조 9년(1463)에 청렴결백한 관리로 뽑혔다.
조선 숙종 33년(1707)에 세운 이 서원은 흥선대원군의 서원철폐령으로 강당과 외삼문, 관리사만 남기고 철거되었다. 1954년에 제사지내는 곳인 사당을 복원하고 각 건물을 고쳐 세웠으며 1982년에는 동재와 서재를 세웠다.
모두 8동의 건물로 이루어졌는데, 사당과 강당을 비롯하여 신문, 읍청루, 고사 등이 있다. 외삼문과 공부하는 곳인 강당을 같은 선상에 두고 왼편과 오른편에 기숙사인 동재·서재를 배치하였다. 강당 오른편에는 청백사로 불리는 사당이 있다.
이 서원에서는 해마다 음력 2월과 8월에 제사를 지내고 있다.

## 참고 문헌
- 이양서원 - 국가유산청 국가유산포털